# Neoseiulus callunae
Neoseiulus callunae är en spindeldjursart som först beskrevs av Rainer Willmann 1952.  Neoseiulus callunae ingår i släktet Neoseiulus och familjen Phytoseiidae. Inga underarter finns listade i Catalogue of Life.